# Atenció sonora
L'atenció sonora o auditiva és la capacitat de la percepció humana de centrar-se en un determinat so en presència d'altres sons de distracció.
Mari Riess Jones i William Yee en la seva obra  Atendre els esdeveniments auditius: el paper de l'organització temporal  (1993) van establir una cosa òbvia: no és possible percebre, entendre o recordar un so si no se li presta atenció.
El compositor neozelandès Denis Smalley en el seu llibre  Escolta imaginativa, L'escolta en l'era electroacústica  (1992), discrimina dues tasques clarament diferenciades: Escoltar i sentir. Sentir implica un acte involuntari, mentre que escoltar comporta un acte intencional, una voluntat d'aprendre del so.
Barry Truax en la seva obra  Comunicació Acústica  (2001) proposa el terme audició de fons (background listening) per diferenciar un nivell diferent d'audició que passa quan una persona "sent" un so que tot i estant present, no l'"escolta", no li presta atenció encara que sap que hi és.
Marshal McLuhan en la seva teoria de la percepció afirma que la imatge sonora necessita ser enfortida per altres sentits. No perquè la imatge sonora sigui feble, sinó perquè la percepció humana té gran dependència de la percepció visual i el sentit de l'oïda necessita que la vista confirmi el que ha percebut.